# قنطريون مصري
القنطريون المصري واسمه العلمي (باللاتينية: Centaurea aegyptica) نوع نباتي ينتمي إلى جنس القنطريون من الفصيلة النجمية.